# Wiesława Aniela Cichowicz

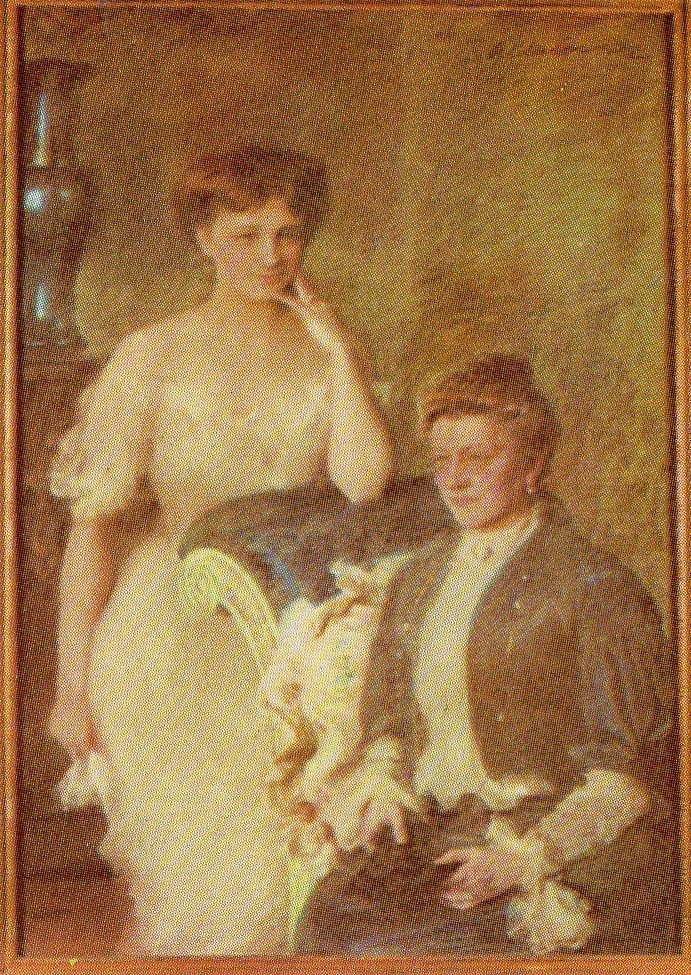
Helena i Wiesława Cichowicz, obraz Teodora Axentowicza

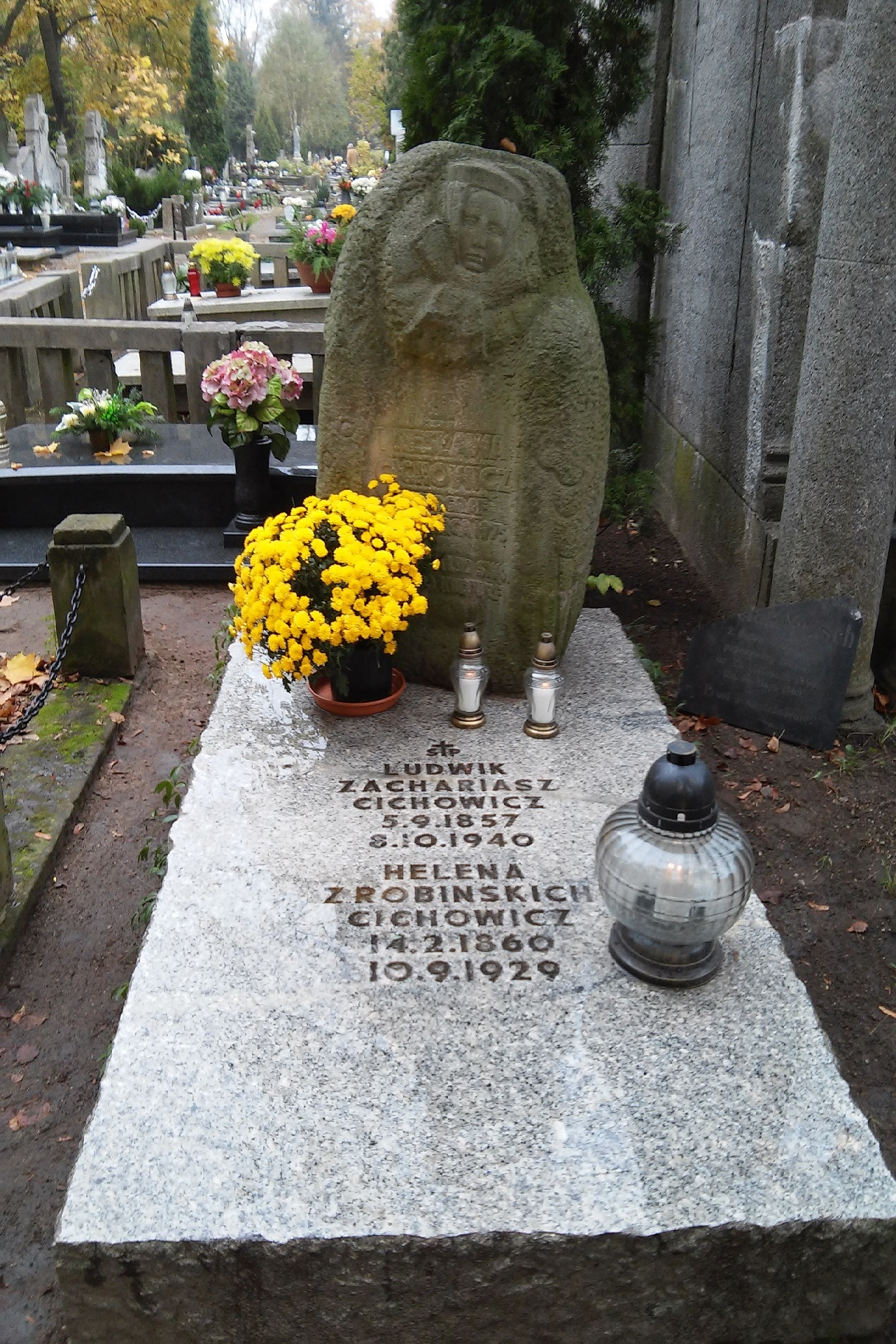
Grób Wiesławy Cichowicz

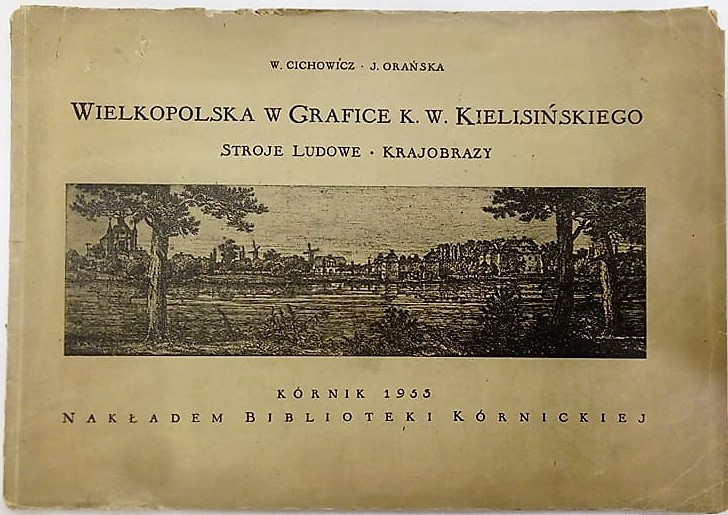
W. Cichowicz, J. Orańska, Wielkopolska w grafice K. W. Kielesińskiego • Stroje ludowe – Krajobrazy, wyd. Biblioteka Kórnicka, Kórnik 1955

Wiesława Aniela Cichowicz (ur. 2 października 1886 w Poznaniu, zm. 25 marca 1975 tamże) – polska śpiewaczka, etnografka-amatorka, współzałożycielka Zbiorów Ludoznawczych w Poznaniu.

## Życiorys
Urodziła się w zamożnej rodzinie poznańskiej. Matka Helena z Robińskich Cichowicz (ur. 1860 w Krotoszynie, zm. 1929 w Knocke sur Mer) była działaczką kulturalno-oświatową i ludoznawczynią. Ojciec Ludwik Zachariasz Cichowicz (ur. 1857 w Pszczewie, zm. 1940 w Poznaniu) był prawnikiem, adwokatem i notariuszem. Miała młodszego brata Zbigniewa (ur. 1890 w Poznaniu). Uczyła się na pensji Anny Danysz, a następnie w Zakładzie Sióstr Urszulanek we Wrocławiu. Studiowała język francuski na uniwersytecie w Grenoble, znała też dobrze języki angielski, niemiecki i włoski. Zajmowała się tłumaczeniami. Miała gruntowne wykształcenie muzyczne, uczyła się śpiewu. W okresie międzywojennym współpracowała z Feliksem Nowowiejskim, będąc pierwszą wykonawczynią jego pieśni. Fascynowała się twórczością Leona Wyczółkowskiego, którego dobrze znała i od którego kupiła kilka obrazów. Obrazy te stanowią część ekspozycji stałej pt. „Salon ofiarodawców” w Muzeum Archidiecezjalnym w Poznaniu.
Po śmierci matki w 1929 została kustoszką zbiorów ludoznawczych. Po wybuchu II wojny światowej opuściła rodzinne mieszkanie w kamienicy przy Placu Wolności 15. Zamieszkała ze swoją przyjaciółką Marią Wierzbińską przy ul. Krakowskiej 2. w latach 1945-1959 pracowała w Referacie Kultury Ludowej Urzędu Wojewódzkiego w Poznaniu.
W testamencie wszystkie rzeczy osobiste oraz związane z pracą zawodową przekazała do Muzeum Archidiecezjalnego w Poznaniu.
Nie założyła rodziny. Pochowana jest na cmentarzu Górczyńskim w Poznaniu (kwatera: II L 1, rząd: 3, miejsce:1). Na nagrobku widnieje niesygnowana rzeźba autorstwa Zbigniewa Woźniaka. Przedstawia kobiecą głowę w czepcu od stroju szamotulskiego, poniżej znajduje się napis: „Ukochała lud swój i jego kulturę”.

## Działalność ludoznawcza
Prowadziła badania terenowe na obszarze Wielkopolski, a ich głównym celem w czasach powojennych było odtworzenie i odbudowanie kolekcji ludoznawczej, która uległa zniszczeniu podczas wojny. Skupiała się głównie na tematyce strojów ludowych, czego świadectwem są opublikowane artykuły. Jej powojenną działalność tak charakteryzował Stanisław Błaszczyk: Z właściwą sobie energią zabrała się do ponownego organizowania kursów hafciarskich, do gromadzenia wzorów ludowego haftu i ludowych ubiorów dla potrzeb rozwijającego się pod opieką władz amatorskiego ruchu regionalnego. Urządza wtedy też wystawy sztuki ludowej w terenie, często konkursowe. Nadal popularyzuje wielkopolski haft czy to w Polskiej Sztuce Ludowej, czy innych pismach i tygodnikach, zwracając szczególną uwagę na stronę techniczną tej sztuki.
W 1962 na wniosek Oddziału Polskiego Towarzystwa Ludoznawczego w Poznaniu, podczas XXXVII Walnego Zgromadzenia Polskiego Towarzystwa Ludoznawczego przyznano jej tytuł członka honorowego (w jednomyślnym głosowaniu).

## Pamięć
W 1986 w Instytucie Etnologii UAM powstała praca magisterska napisana pod kierunkiem doc. dr hab. Bogusława Linette. Pracę pt. Działalność ludoznawcza Heleny i Wiesławy Cichowicz przygotowała Ewa Kuźniewska (obecnie Antyborzec) związana z Instytutem im. Oskara Kolberga w Poznaniu. Opisuje w niej szczegółowo działalność ludoznawczą oraz dzieje zbiorów ludoznawczych. Wykorzystała też wspomnienia osób, które znały Wiesławę, takich jak Adam Glapa, Jan z Domachowa Bzdęga oraz Maria Wierzbińska, która mieszkała z nią przez 30 lat.
W 2000 w Muzeum Etnograficznym w Poznaniu została zorganizowana wystawa czasowa Salon rodziny Cichowiczów, której kuratorem był Witold Przewoźny. Ekspozycji towarzyszył katalog o takim samym tytule. W 2012 w ww. muzeum otwarto wystawę Rzeczy mówią • 100 lat zbiorów Muzeum Etnograficznego w Poznaniu, na której są przedstawione początki zbiorów ludoznawczych. W jednej z sal wystawowych prezentowane są sylwetki Heleny i Wiesławy Cichowicz.

## Publikacje
- Dział Ludoznawczy w Muzeum im. Mielżyńskich w Poznaniu. Przewodnik po zbiorach. Poznań 1911
- Przewodnik ilustrowany po Dziale Ludoznawczym im. Heleny i Wiesławy Cichowicz w Muzeum Wielkopolskim w Poznaniu, Poznań 1929
- Strój bamberki w XXVlecie Zbiorów Ludoznawczych im. Heleny i Wiesławy Cichowicz w Poznaniu, Poznań 1937
- Haft wielkopolski i czepce wielkopolskie, „Polska Sztuka Ludowa”, 1949, nr 7-8, s. 236-240
- Wielkopolskie czepki oczepinowe, „Polska Sztuka Ludowa”, 1951, nr 6, s. 177-179
- Wielkopolska w grafice K. W. Kielesińskiego • Stroje ludowe – Krajobrazy (wspólnie z J. Orańską), Kórnik 1955